# Monthly Review
Monthly Review è una rivista mensile statunitense, che si pubblica a New York City (undici numeri all'anno) dal maggio 1949. Ha avuto alcune edizioni internazionali.

## Storia
Fondata da Paul Sweezy, che ne fu il primo direttore, assunse subito una posizione di contrasto alla guerra fredda. Lungo questa linea pubblicò un articolo, a firma di Albert Einstein, intitolato Why Socialism?, che determinò ampi dibattiti.
Durante il maccartismo, nei primi anni del 1950, gli editoriali più significativi della rivista furono firmati da Paul Sweezy e da Leo Huberman, i quali vennero subito etichettati come agenti comunisti. Sweezy venne perciò incriminato. Il problema,  portato infine dinanzi alla Corte Suprema degli Stati Uniti d'America, divenne un caso nazionale e costituì la base per una rivendicazione della libertà di parola.
La Monthly Review si rivelò sempre più una voce autorevole a difesa delle libertà fondamentali e anche del socialismo. I suoi editoriali vennero firmati da figure che sostenevano posizioni di critica del sistema capitalista. Si trattava di articolisti indipendenti e liberi da legami con l'Unione Sovietica e i partiti da essa controllati.
Posizioni analoghe la rivista le ebbe a sostegno dei paesi emergenti dalla dominazione coloniale e del regime di Fidel Castro a Cuba.
La posizione di Paul Sweezy era quella di considerare il presente come storia, "to see the present as history".

## Direttori
- Paul Sweezy, dal 1949 alla sua morte, nel 2004
- Leo Huberman, dal 1949 alla sua morte, nel 1968
- Harry Magdoff, dal 1969 alla sua morte, nel 2006
- Ellen Meiksins Wood, dal 1997 al 2000
- Robert W. McChesney, dal 2000 al 2004
- John Bellamy Foster, dal 2000

## L'edizione italiana
La Monthly Review ha avuto (1968-87) anche un'edizione italiana (Bari, Edizioni Dedalo), con contributi di Luciano Canfora (che per anni l'ha diretta), Enzo Modugno (che ne ebbe l'iniziativa), Felice Laudadio (che ne fu caporedattore), Nico Perrone, Giovanni Ferrara e altri.

## La Monthly Review Press
Accanto alla Monthly Review opera da diversi anni la Monthly Review Press, una casa editrice che pubblica libri sui medesimi argomenti della rivista.
Anche la Monthly Review Press è stata presente in Italia, con la collana omonima pubblicata per iniziativa di Raimondo Coga dalla Dedalo Libri (Bari). Nella collana italiana, iniziata nel 1971, sono apparsi libri di Harry Magdoff, Scott Nearing - Joseph Freeman, Leo Huberman, Eduardo Galeano e altri.